# Дружба народов (фонтан)
Фонта́н «Дру́жба наро́дов» — главный фонтан и один из основных символов ВДНХ. Создан к открытию ВДНХ в 1954 году по проекту Константина Топуридзе и Григория Константиновского. Расположен на Центральной аллее, на площади Дружбы народов (до 1954 года — площади Колхозов), рядом с Главным павильоном. Фонтан был закрыт на реставрацию с начала осени 2018 года, открыт снова в апреле 2019 года.

## История

Август 2016 года

На месте будущего фонтана на старой Всесоюзной сельскохозяйственной выставке 1939 года находилось детское кафе и часть зоны отдыха с несколькими павильонами. Для проектируемой Выставки достижений народного хозяйства решили выстроить новые республиканские павильоны, разместив их вдоль центральной оси. Там же на месте современного цветочного партера фонтана «Каменный цветок» архитекторы Анатолий Жуков и Рудольф Кликс задумали разместить новый памятник Сталину. Между ним и Главным павильоном должна была появиться восьмиугольная площадь для митингов с пониженной центральной частью. Однако Художественный совет счёл место для площади неудачным и отдал её под ещё один фонтан. Топуридзе и Константиновский, уже строившие Главный фонтан рядом с павильоном «Украина», переместили его на освободившееся место, а для прежнего места разработали «Каменный цветок».
Конструкцию и гидротехническую часть фонтана создал инженер Владимир Клявин, за разработку электротехнической части отвечала проектная контора «Моссветпроекта». Декоративно-скульптурное оформление поручили бригаде скульпторов в составе Зинаиды Баженовой, Алексея Тенеты, Иосифа Чайкова, и Зои Рылеевой, сноп лепил В. П. Гаврилов. Мозаичные работы выполнены в мастерской Академии художеств СССР.
В проекте фонтан разрабатывался как «Главный фонтан», на этапе строительства его называли «Золотой сноп». И только перед самым открытием ВНДХ его назвали «Дружба народов», но имя автора идеи не сохранилось.
Изначально композицией «Золотой сноп» в окружении 16 аллегорических фигур должна была быть увенчана чаша фонтана «Каменный цветок», однако в 1951 году было принято решение сделать эту композицию основой отдельного объекта.
К 2000 году из-за морального устаревания и физического износа пришлось демонтировать электроприборы подсветки струй, размещённые в машинном зале фонтана. Подсветка фонтана была организована обслуживающей организацией ВВЦ с помощью светодиодных прожекторов (для сохранения исторического облика фонтана).
В начале 2000-х стало ясно, что фонтан «Дружба народов» находится в критическом состоянии. Среди проблем наблюдалась серьёзная утечка воды из фонтана, по 150 кубометров в сутки, после обнаружения которой руководство ВВЦ оказалось обеспокоено тем, что может случиться подмыв фундаментов соседних зданий.
В 2004 году сообщалось о том, что фонтан имел ряд существенных проблем, которые могли поставить крест на его дальнейшей эксплуатации. Так, по словам директора управления технической эксплуатации ГАО ВВЦ Александра Егорова «Нынешний сезон для фонтана, судя по всему, последний. Его несущие стальные и железобетонные конструкции настолько изношены, что дальнейшая эксплуатация становится опасной».
Газета «Труд» в том же году допускала, что в 2005 году фонтан работать уже не будет, так как по данным экспертов, общее состояние «Дружбы народов» может оцениваться как «предаварийное». Отмечается, что при спуске в машинное отделение фонтана необходимо брать с собой зонтик — отовсюду капает вода. Посильную помощь в продлении ресурса фонтана оказывают служащие фонтана, которые каждую зиму варят заплатки на прогнившие трубы. Несмотря на позолоту страдают и статуи, которые находятся далеко не в самом лучшем состоянии. Газета сообщала, что «часть бронзовых цветков растащена предприимчивыми гражданами на переплавку». Отмечалось, что так как есть чертежи фонтана и фотографии, то имеется возможность восстановить фонтан заново, сделав его даже лучше прежнего. Например, провести замену металлических конструкций на пластмассовые, а лампы накаливания заменить на современные экономичные и надёжные светильники.
В 2005—2006 годах ГБУ «Гормост» были проведены ремонтные работы, которые позволили продолжить эксплуатацию фонтана.
В октябре 2009 года фонтан «Дружба народов» на ВДНХ стал на консервацию. Специалистами проводились комплексные работы по ремонту всех водных сетей фонтана и отладке зимнего отопления. Для успешного проведения всех процедур из каменных чаш фонтана предварительно слили 10 тысяч кубических метров воды. Специалисты отметили, что фонтан планируется возвратить в работу 30 апреля 2010 года.
В 2017 году появились сообщения о планирующейся реставрации фонтана. Официально работы по реставрации фонтана стартовали в октябре 2018 года
.
30 апреля 2019 года фонтан «Дружба народов» на ВДНХ вновь открылся для посетителей после детальной реставрации, которая началась в октябре 2018 года. Реставрация стала первой за 65 лет функционирования фонтана. Торжественную церемония повторного открытия фонтана провёл московский градоначальник Сергей Собянин. Открытие фонтана совпало со временем с началом так называемого сезона фонтанов в Москве.

## Художественное решение
В центре большого восьмигранного бассейна — 81 на 56 метров — размещён овальный фонтан. На ступенчатом красногранитном основании установлен чашеобразный сноп из пшеницы, технической конопли и подсолнухов. Сноп высотой 7,4 метра изготовлен из медных листов, выколоченных по металлическим формам. Его окружают 16 женских скульптур, выполненных из бронзы и после покрытых сусальным золотом.
Существует мнение, что Константин Топуридзе, разрабатывая проект фонтана, ориентировался на фонтаны Петергофа и скульптуры «Гурьевского сервиза» Степана Пименова. При этом изначально все фигуры задумывалось сделать полихромными, облицевав смальтой — фонтан мог бы напоминать «Каменный цветок», но от этой идеи отказались. Примечательно, что уже после открытия фонтана ориентация Топуридзе на классические образцы подверглась критике видного советского искусствоведа Владимира Толстого, назвавшего фонтан «купецкой дешёвкой», а сами скульптуры лишёнными «декоративности и монументальности».
На момент запуска 8 насосов мощностью 575 кВт, расположенных прямо под снопом, поддерживали одновременную работу 800 водяных струй, которые постоянно меняли композицию. Продолжительность замкнутого цикла составляла полтора часа. С ветшанием фонтана его работу упростили.

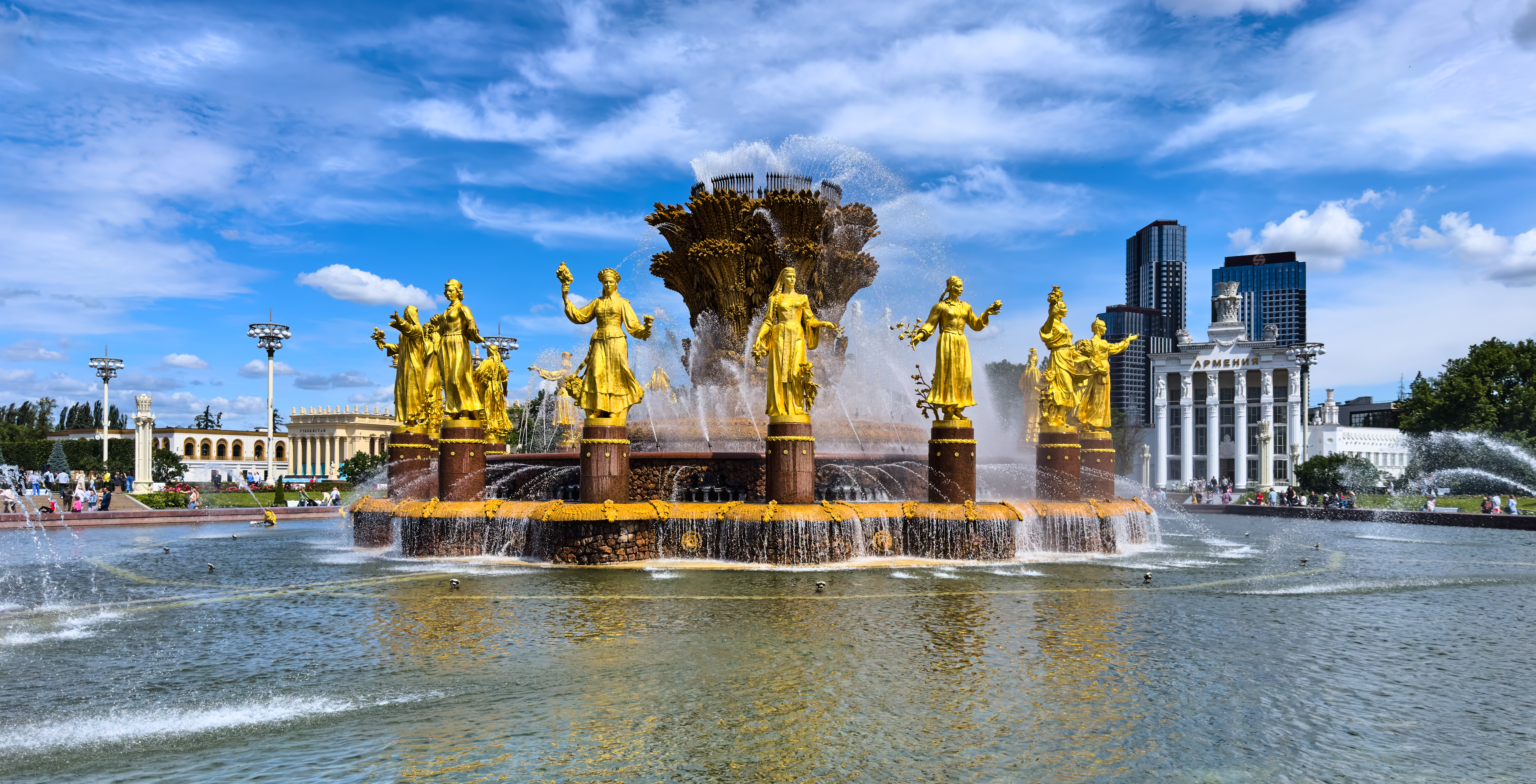
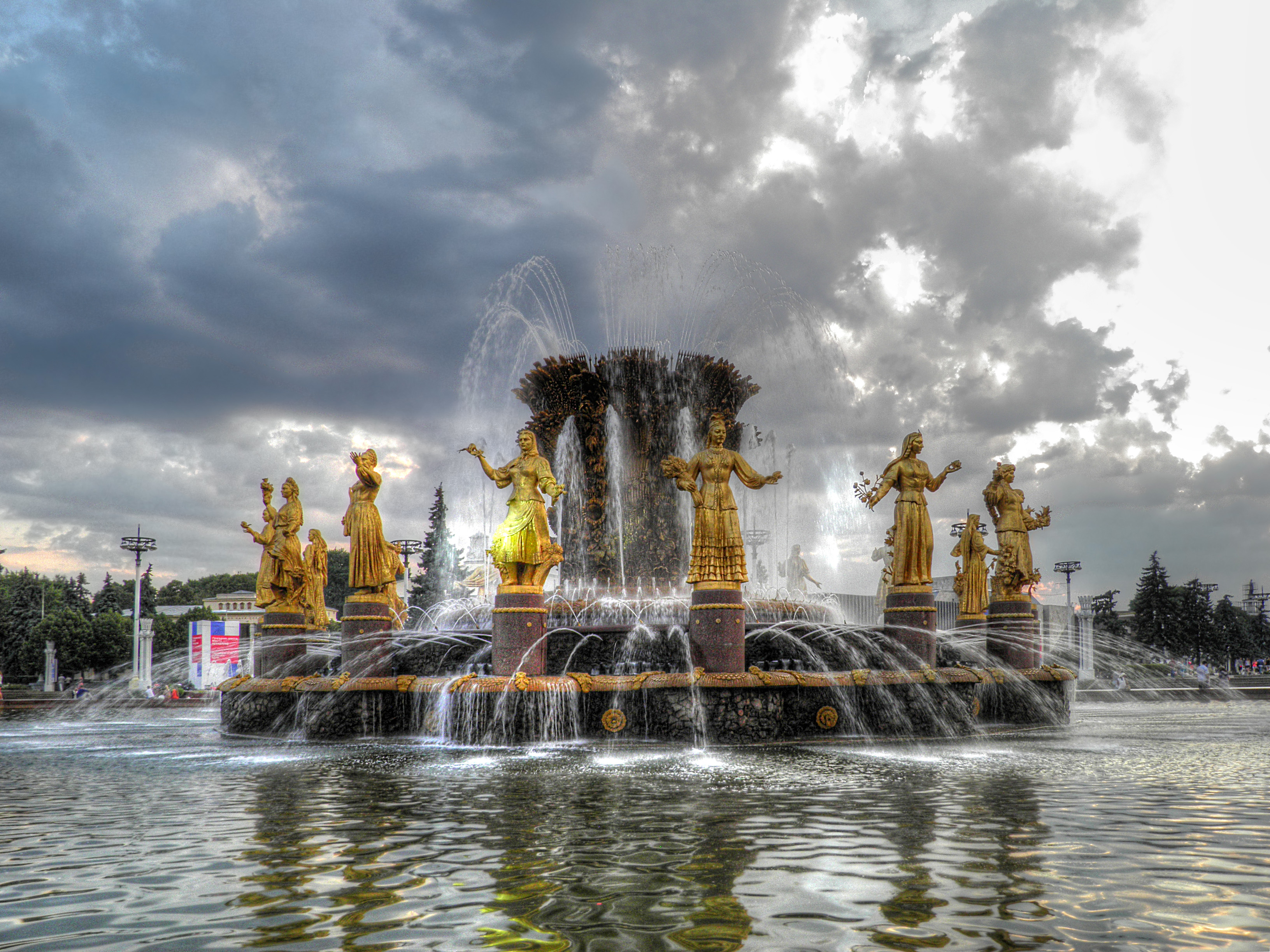
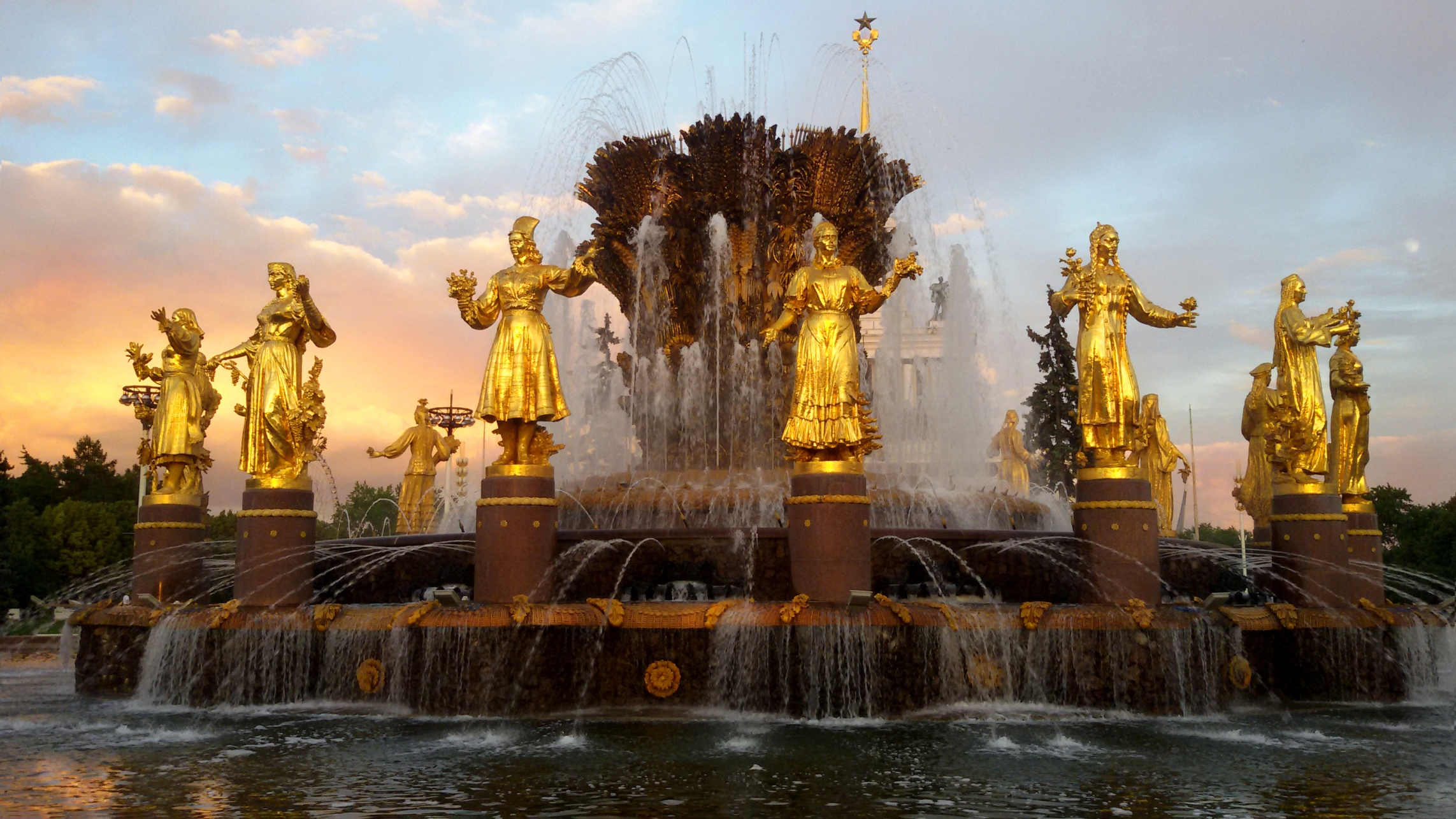
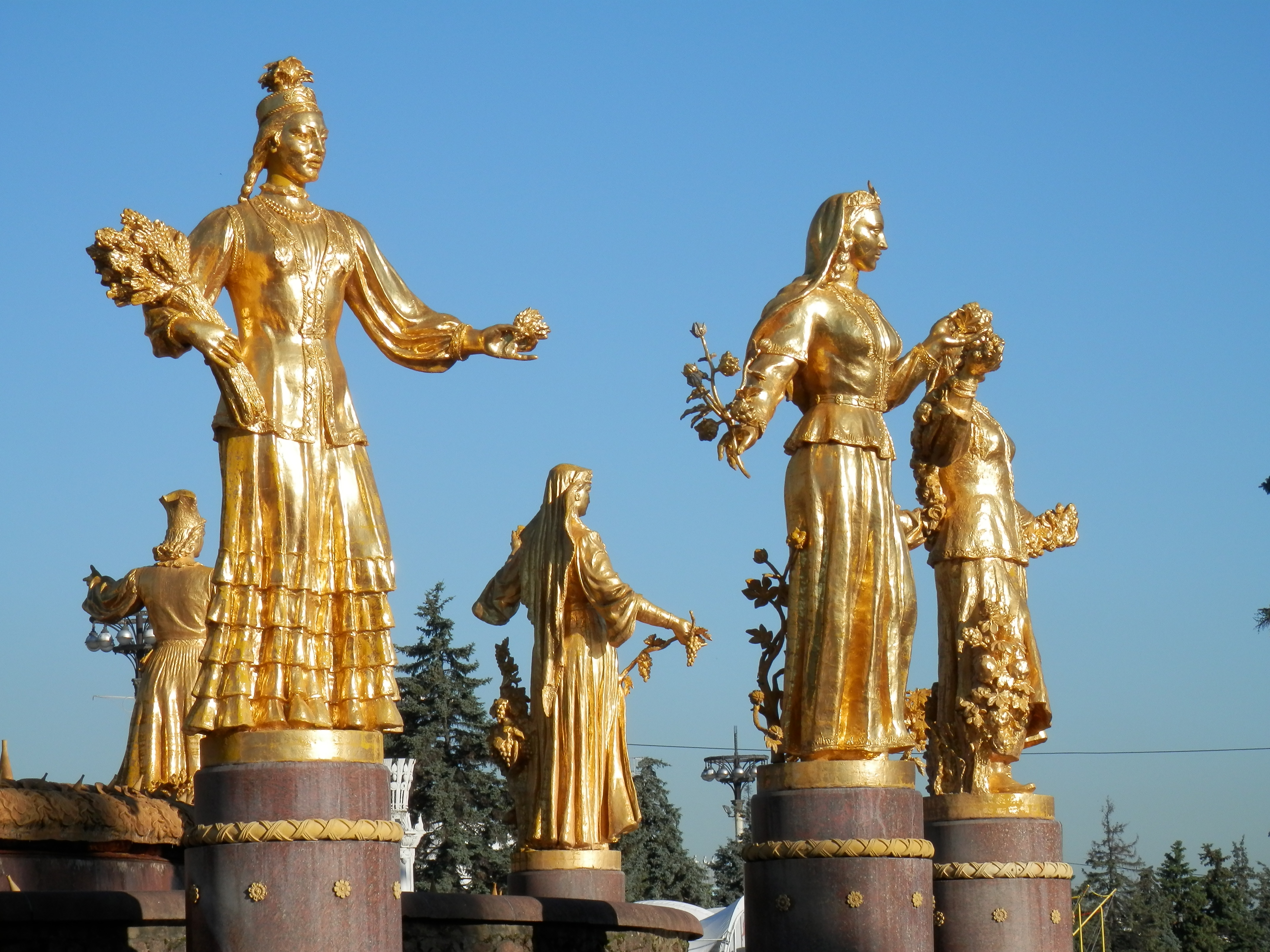

### Скульптуры
Шестнадцать женских статуй фонтана символизируют 16 Союзных республик — вплоть до 1956 года существовала отдельная Карело-Финская ССР, затем включённая в состав РСФСР. Каждая из девушек-республик одета в национальный костюм и держит различные фрукты или растения: например, Россия с косой на голове держит пшеницу, Украина стоит в венке, а Белоруссия запечатлена в повязанной косынке и с яблоком в руке. Доподлинно известны имена лишь нескольких натурщиц: эстонская балерина и актриса Вирве Кипле-Парсаданян, туркменская пианистка Гозель Аннамамедова и жена поэта Михаила Светлова — грузинка Родам Амирэджиби. Недавно стало известно имя четвёртой натурщицы — жены художника-постановщика киностудии «Мосфильм» Гладникова Виталия Васильевича (26 декабря 1928 — 26 сентября 1999) — Гладникова Антонина Ивановна (15.03.1933 — 29.09.2018). Она позировала для скульптур, олицетворяющих Белоруссию, Украину и Карело-Финскую ССР. Прообразом скульптуры Армянской ССР была балерина, солистка ереванского Театра оперы и балета им. Спендиарова Мартиросян Елена Минасовна (10.03.1930 — 23.08.2015), жена известного хореографа, Народного артиста РФ Мартиросяна М. С.
Если смотреть на фонтан от Главного павильона, то на переднем плане стоят три славянские республики (слева направо: Украина, Россия, Белоруссия). По часовой стрелке скульптуры выстроены в такой последовательности:
РСФСР; Украинская ССР; Узбекская ССР; Грузинская ССР; Литовская ССР; Латвийская ССР; Таджикская ССР; Туркменская ССР; Карело-Финская ССР; Эстонская ССР; Армянская ССР; Молдавская ССР; Киргизская ССР; Азербайджанская ССР; Казахская ССР; Белорусская ССР.
Расположение скульптур не совпадает ни с расположением павильонов республик на выставке, ни с алфавитной последовательностью. В действительности порядок был скопирован с Герба СССР, который, в свою очередь, опирался на список республик, закреплённый в Конституции СССР в редакции от 25 февраля 1947 года. В нём республики были отранжированы по численности населения (РСФСР, Украинская ССР, Белорусская ССР, Узбекская ССР, Казахская ССР и т. д.). В фонтане скульптуры расставили в том же порядке, только распределяя республики, вслед за гербом СССР, то вправо, то влево. Единственным исключением стали Молдавская ССР и Киргизская ССР, по неизвестной причине перепутанные местами.

## Критика
Нижеприведённая цитата критика Толстого размещалась в тексте официального сайта ВДНХ про "Фонтан «Дружба народов».

«Фигуры девушек лишены декоративности, монументальности, которые необходимы для восприятия на открытом воздухе в столь обширном пространстве. <…> Они лишены пластической выразительности силуэтов, а будучи покрыты позолотой, которая ещё больше уничтожила их пластическую объёмность благодаря тому, что она сильно отсвечивает на солнце, — это совершенно нивелировало их национальное своеобразие, а сами фигуры, по идее составляющие дружный хоровод, недостаточно связаны между собой. В результате сама по себе очень хорошая поэтическая идея фонтана „Дружба народов“ не получила достаточно яркого образного воплощения»— Искусствовед В.П. Толстой, стенограмма заседания Правления и секций «Московского Союза Советских художников» 19 ноября 1954 г. Официальный сайт «ВДНХ», 2019.

## Реставрация фонтана 2010-х годов
В октябре 2018 года начались работы по комплексной реставрации фонтана «Дружба народов». Реставрация затронула и внешнюю и подземную техническую часть фонтанного комплекса. Усилия специалистов были сосредоточены на воссоздании утраченных и реставрации дошедших до нас подлинных конструкций и элементов памятника. Они расчистили чугунные поверхности фонтана от продуктов коррозии, заделали образовавшиеся за годы сколы и выбоины, воссоздали утраченные или повреждённые чугунные элементы по готовым восковым моделям. Были отреставрированы медные декоративные элементы снопа и обрамления ярусов.
Во время реставрации скульптуры фонтана «Дружба народов» демонтировали и перевезли в мастерскую. Специалисты полностью удалили остатки старой позолоты, расчистили поверхность до бронзы, покрыли каждую из этих скульптур несколькими подготовительными слоями сурика и лака, а затем приступили к золочению. Нанесение позолоты на каждую фигуру занимало около недели. В результате 25 реставраторов восстановили 16 скульптур за четыре месяца. Мастерам понадобилось около пяти килограммов сусального золота.
Во время реставрации была смонтирована разноцветная светодиодная подсветка. В чашу фонтана добавили 465 фонарей, которые будут гореть белым, красным, синим и зелёным цветами. Реставрация проводилась за счёт бюджета города Москвы. Отреставрированный фонтан «Дружба народов» вновь заработал 30 апреля 2019 года.